# Грудна (Лодзинське воєводство)
Грудна (пол. Grudna) — село в Польщі, у гміні Щерцув Белхатовського повіту Лодзинського воєводства.
Населення — 251 особа (2011).
У 1975-1998 роках село належало до Пйотрковського воєводства.

## Демографія
Демографічна структура станом на 31 березня 2011 року:
|          | Загалом | Допрацездатний вік | Працездатний вік | Постпрацездатний вік |
| -------- | ------- | ------------------ | ---------------- | -------------------- |
| Чоловіки | 121     | 22                 | 88               | 11                   |
| Жінки    | 130     | 26                 | 80               | 24                   |
| Разом    | 251     | 48                 | 168              | 35                   |